# Anna Pogorilaya
Anna Alekseyevna Pogorilaya (en russe : Анна Алексеевна Погорилая) est une patineuse artistique russe née le 10 avril 1998 à Moscou. Elle est la médaillée de bronze aux Championnats du Monde 2016, triple médaillée des Championnats d'Europe, et médaillée de bronze de la Finale du Grand Prix 2016-2017.

## Biographie
Pogorilaya a commencé à patiner l'âge de quatre ans. Durant ses années junior, elle est arrivée troisième à la Finale du Grand Prix Junior 2010 et aux Championnats du monde junior 2013.

### Saison 2013/2014: Début senior internationaux
Pogorilaya fait ses débuts chez les seniors en entamant la saison des Grand Prix. Elle est assignée à la Coupe de Chine et au Trophée Eric Bompard. Lors de la Coupe de chine, elle est troisième du programme court avec 60,24 points. Cependant, elle arrive première du libre avec 118,38 points, ce qui la conduit à la médaille d'or devant Adelina Sotnikova et l'italienne Carolina Kostner. Au Trophée Eric Bompard, elle finit troisième et obtient le bronze, derrière Ashley Wagner et Adelina Sotnikova, sa compatriote. Ainsi, elle se qualifie pour la Finale du Grand Prix se tenant à Fukuoka au Japon. En Finale, elle se place sixième pour le programme court et cinquième pour le programme libre, lui donnant alors la dernière place du classement.
Lors des championnats de Russie 2014, elle termine à la huitième place, ne lui assurant pas la place pour les Europes, les Jeux Olympiques et les Mondiaux. Elle ne participe pas au Championnat d'Europe, ni aux Jeux Olympiques, mais est tout de même assignée au Championnat du Monde se déroulant à Saitama au Japon. Lors du programme court, elle obtient la note de 66,26 points, soit sa meilleure note de la saison et se classe sixième provisoirement. Lors du libre, elle obtient 131,24 points, ce qui résulte également en sa meilleure note personnelle pour un programme libre. Elle finit alors troisième du libre, et quatrième en tout, avec 197,50 points.

### Saison 2014-2015: Première médaille européenne
Pogorilaya commence cette saison avec le Japan Open. Elle se place troisième, avec 122,52 points pour son programme libre, aidant alors la Team Europe à gagner la médaille d'or. Pogorilaya enchaîne ensuite avec la saison des Grand Prix, où elle est assignée au Skate Canada et à la Coupe de Russie. Au Skate Canada, elle est première dans les deux segments, lui assurant ainsi la médaille d'or avec 191,81 points. Lors de la Coupe de Russie, elle finit deuxième derrière la japonaise Rika Hongo et se qualifie une deuxième fois pour la Finale du Grand Prix, se déroulant alors à Barcelone, en Espagne. Lors de la Finale, elle finit quatrième, soit deux places au-dessus de la saison précédente.
Au Championnat de Russie, elle finit quatrième, après avoir été en quatrième place dans les deux segments. Elle est alors sélectionnée pour les Championnats d'Europe et les Championnats du Monde. Aux Europes, elle écope de la médaille de bronze, après avoir été troisième à la fois dans le court et dans le libre. Certains annoncent donc une potentielle médaille mondiale.
Avant les Mondiaux, Pogorilaya ne s’entraine pas à cause d'une sévère blessure à la cheville et de problèmes aux ligaments. Malgré le fait qu'elle n'est pas totalement rétablie, elle est tout de même envoyée à ces championnats. Dans le programme court, elle chute lourdement sur son triple boucle et est touchée au niveau du visage. Elle se place alors neuvième provisoirement. Durant le libre, elle avorte son triple lutz en un simple et tombe à deux reprises, premièrement sur son autre triple lutz, puis sur sa combinaison double axel-triple boucle piquée. Elle est alors treizième du libre, et finit treizième de ces Championnats du Monde.

### Saison 2015/2016: Première médaille mondiale
Anna commence cette saison avec des compétitions Challenger. Elle participe au Ondrej Nepala Trophy, où elle gagne la médaille d'argent, après avoir été neuvième dans le court mais première dans le libre. Elle participe par la suite au Mordovian Ornament, où elle finit première et obtient même ses meilleurs résultats personnels.
Pogorilaya entame ensuite les Grand Prix, par la Coupe de Chine, où elle finit quatrième, derrière Mao Asada, Rika Hongo et Elena Radionova. Il lui faut alors au moins une deuxième place à son second Grand Prix, le NHK Trophy, pour espérer se qualifier pour la Finale. AU NHK Trophy, elle délivre un programme court catastrophique, avec de nombreuses chutes et un score relativement bas de 47,35 points. Elle se reprend cependant sur le libre, avec 117,28 points, mais cela ne lui permet pas de monter sur le podium, et elle écope de la neuvième place.
À la fin du mois de décembre, elle prend part au Championnat de Russie et gagne la médaille de bronze, donc sa première médaille nationale senior. Cela lui permet alors de se qualifier aux Europes et aux Mondiaux.
Au Championnat d'Europe, elle finit troisième, reproduisant le scénario de la saison 2014/2015. Aux Championnats du monde, elle se place deuxième après le programme court, en obtenant en plus de cela son meilleur score (pour un programme court) personnel. Lors du libre, elle écope de la quatrième place et finit finalement troisième, gagnant alors sa première médaille mondiale, derrière sa compatriote Ievguenia Medvedeva et l'américaine Ashley Wagner.

### Saison 2016/2017: Seconde médaille européenne et problèmes lors des Mondiaux
Pogorilaya commence cette saison avec le Japan Open, où elle se positionne quatrième mais écope tout de même de l’argent par équipe. Elle participe ensuite au Trophée de Finlande, où elle se place troisième. En effet, elle est première du programme court avec 69.50 points mais troisième du programme libre avec 113.30 points, la reléguant à la troisième place, derrière Kaetlyn Osmond et Mao Asada. Elle entame ensuite les Grand Prix, par la Coupe de Russie. Elle obtient 73.93 points pour le court, soit son deuxième meilleure score et 141.28 points pour le libre, écopant alors de la médaille d’or devant sa compatriote Elena Radionova avec 215.21 points.
Lors du NHK Trophy à Sapporo, au Japon, elle se place première dans le court et dans le libre et obtient également l’or, devant la Japonaise Satoko Miyahara et sa compatriote Maria Sotskova. Elle est ainsi qualifiée à la Finale du Grand Prix, se déroulant à Marseille.
A la Finale, elle se place quatrième du court, mais troisième du libre et obtient ainsi la médaille de bronze, soit sa première médaille dans une Finale du Grand Prix. Aux Championnats de Russie, quelques jours plus tard, elle se place quatrième dans le court et dans le libre, échouant ainsi aux pieds du podium derrière Ievguenia Medvedeva, Alina Zagitova et Maria Sotskova. Cependant, Alina Zagitova n’étant pas éligible pour les compétitions internationales senior, Anna est envoyée aux Championnats d’Europe et du Monde, se déroulant respectivement à Ostrava, en République Tchèque et à Helsinki, en Finlande.
Lors des Championnats d’Europe, Pogorilaya se place deuxième à l’issue du court avec 74.39 points, derrière sa compatriote Evgenia Medvedeva. Elle est cependant troisième du libre, derrière Ievguenia Medvedeva et Carolina Kostner mais obtient tout de même la médaille d’argent avec 211.39 points au total. Elle part ainsi comme l'une des favorites pour le podium mondial à Helsinki.
Aux Mondiaux, elle se place quatrième après du programme court avec 71.52 points, derrière sa compatriote Ievguenia Medvedeva et les canadiennes Kaetlyn Osmond et Gabrielle Daleman. Le podium semble alors tout à fait possible, cependant lors du programme libre, elle ne déclenche pas sa combinaison d’entrée (le triple lutz-triple boucle piquée) et chute sur le second saut, un triple boucle piquée. De plus, elle chute encore à deux reprises, délivrant alors un désastreux programme long qui la relègue à la treizième place, avec 183.37 points.

## Palmarès
| Compétition                   | 2013    | 2014    | 2015    | 2016    | 2017    | 2018    |  |  |  |  |  |  |  |  |
| Jeux olympiques d'hiver       |         |         |         |         |         |         |  |  |  |  |  |  |  |  |
| Championnats du monde         |         | 4e      | 13e     | 3e      | 13e     |         |  |  |  |  |  |  |  |  |
| Championnats d'Europe         |         |         | 3e      | 3e      | 2e      |         |  |  |  |  |  |  |  |  |
| Championnats de Russie        | 5e      | 8e      | 4e      | 3e      | 4e      | F       |  |  |  |  |  |  |  |  |
| Championnats du monde juniors | 3e      |         |         |         |         |         |  |  |  |  |  |  |  |  |
|                               |         |         |         |         |         |         |  |  |  |  |  |  |  |  |
| Grand Prix ISU                | 2012/13 | 2013/14 | 2014/15 | 2015/16 | 2016/17 | 2017/18 |  |  |  |  |  |  |  |  |
| Finale du Grand Prix          |         | 6e      | 4e      |         | 3e      |         |  |  |  |  |  |  |  |  |
| Skate America                 |         |         |         |         |         | F       |  |  |  |  |  |  |  |  |
| Skate Canada                  |         |         | 1re     |         |         | 9e      |  |  |  |  |  |  |  |  |
| Coupe de Chine                |         | 1re     |         | 4e      |         |         |  |  |  |  |  |  |  |  |
| Trophée de France             |         | 3e      |         |         |         |         |  |  |  |  |  |  |  |  |
| Coupe de Russie               |         |         | 2e      |         | 1re     |         |  |  |  |  |  |  |  |  |
| Trophée NHK                   |         |         |         | 9e      | 1re     |         |  |  |  |  |  |  |  |  |
| Légende : F= Forfait          |         |         |         |         |         |         |  |  |  |  |  |  |  |  |